# Martin Monath

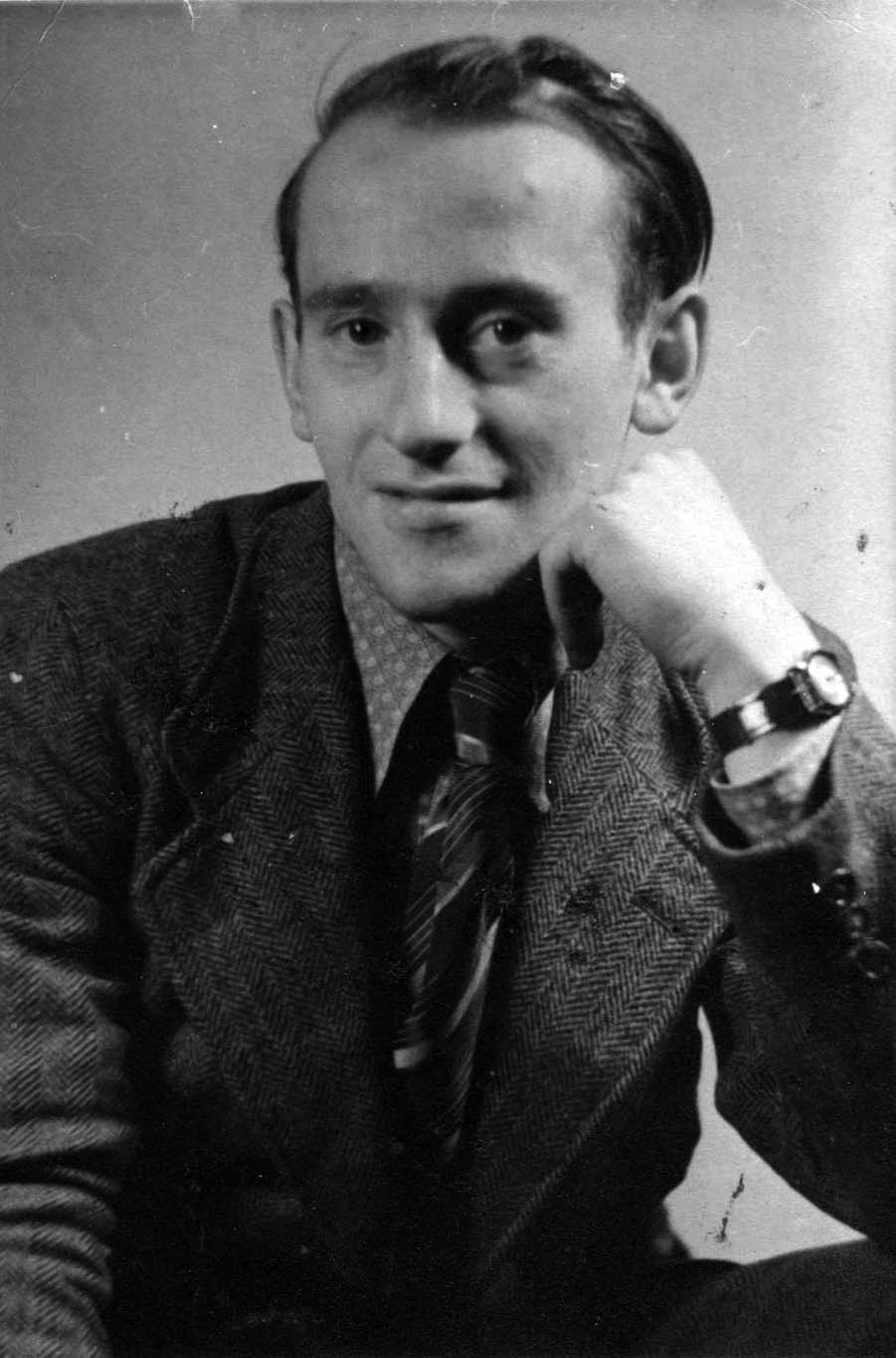
Martin Monath

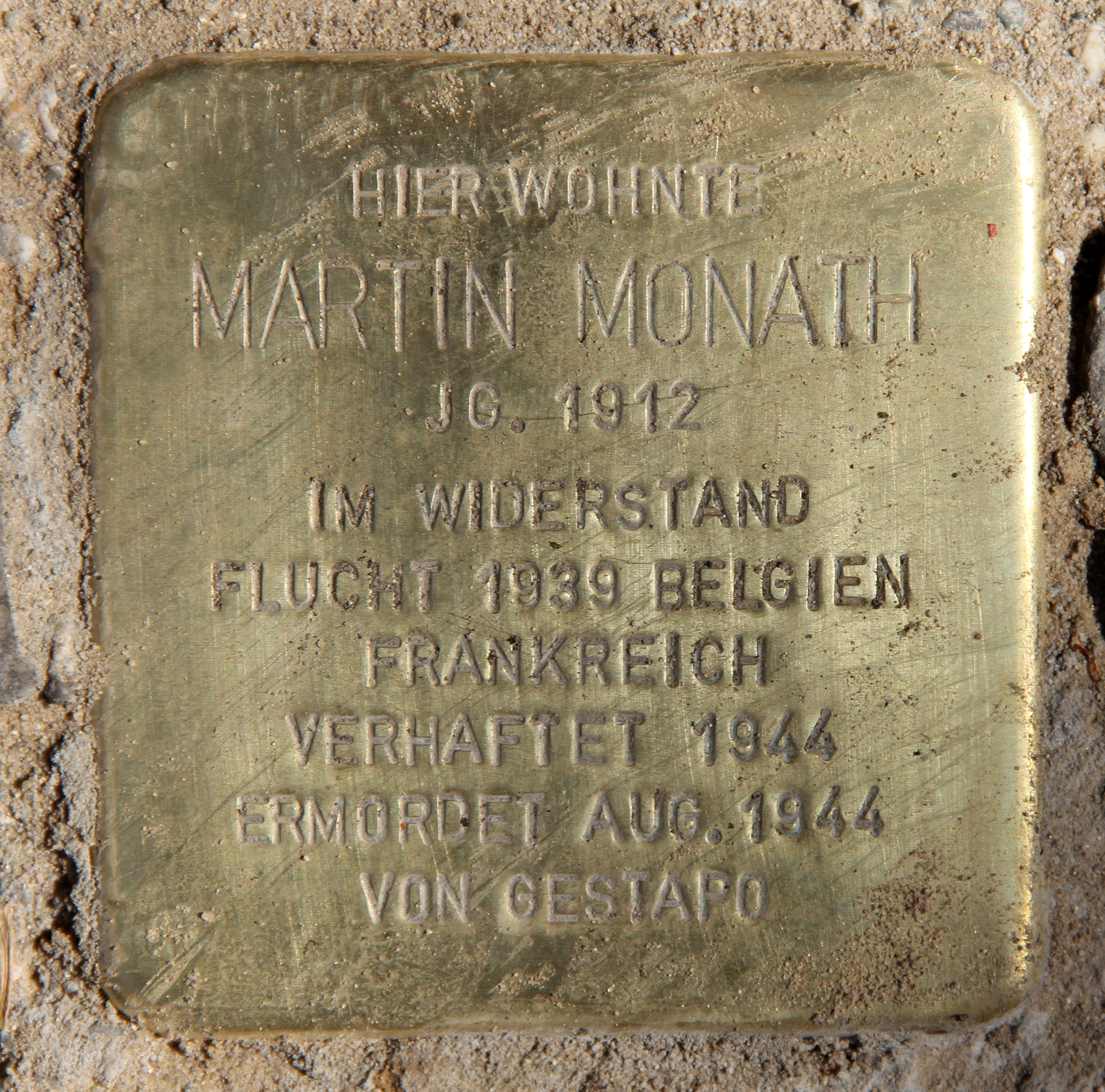
Stolperstein am Haus, Muskauer Straße 24, in Berlin-Kreuzberg

Martin Ludwig Monath (* 5. Januar 1913 in Berlin; † August 1944 in Paris, Name später geändert in Martin Witlin, auch bekannt unter Pseudonymen wie Paul Widelin und Victor) war ein trotzkistischer Widerstandskämpfer im Zweiten Weltkrieg.

## Leben
Monaths Eltern, Baruch (Bernhard) und Emilie Monath, waren jüdische Einwanderer aus Ternopil, damals Teil von Österreich-Ungarn. 1931 trat Monath in den sozialistisch-zionistischen Jugendverband Hashomer Hatzair ein und wurde Mitglied seiner Bundesleitung.
Um 1940 trat er in die trotzkistische Parti Communiste Révolutionnaire (PCR) in Belgien ein, neben Abraham Léon und Ernest Mandel. Im Sommer 1943 wurde Monath auf einer illegalen Konferenz in Paris in das Provisorische Europäische Sekretariat der von Leo Trotzki gegründeten Vierten Internationale gewählt, wo er für die „deutsche Arbeit“ zuständig war.
Zusammen mit Clara und Paul Thalmann begann Monath 1943 mit der Herausgabe von Arbeiter und Soldat, einer revolutionären Zeitung für deutsche Wehrmachtssoldaten in Frankreich. Im Juli 1944 wurde Monath von der Milice verhaftet und an die Gestapo übergeben. Er überlebte einen ersten Hinrichtungsversuch, wurde aber Anfang August bei einem zweiten Versuch ermordet.
Ein Stolperstein für Monath wurde am 12. Mai 2016 vor der Wohnung seiner Eltern in der Muskauer Straße 24 in Berlin-Kreuzberg verlegt.